# Hydriomena arizonata
Hydriomena arizonata är en fjärilsart som beskrevs av Barnes och Mcdunnough 1917. Hydriomena arizonata ingår i släktet Hydriomena och familjen mätare. Inga underarter finns listade i Catalogue of Life.